# Кавалри
Кавалри (фр. Cavalerie) је насеље и општина у јужној Француској у региону Миди Пирене, у департману Аверон која припада префектури Мијо.
По подацима из 2011. године у општини је живело 1064 становника, а густина насељености је износила 26,23 становника/km². Општина се простире на површини од 40,56 km². Налази се на средњој надморској висини од 800 метара (максималној 892 m, а минималној 764 m).

## Демографија
| 1962. | 1968. | 1975. | 1982. | 1990. | 1999. | 2011. |
| ----- | ----- | ----- | ----- | ----- | ----- | ----- |
| 4.029 | 734   | 748   | 900   | 701   | 813   | 1.064 |

График промене броја становника у току последњих година